# 习近平强军思想

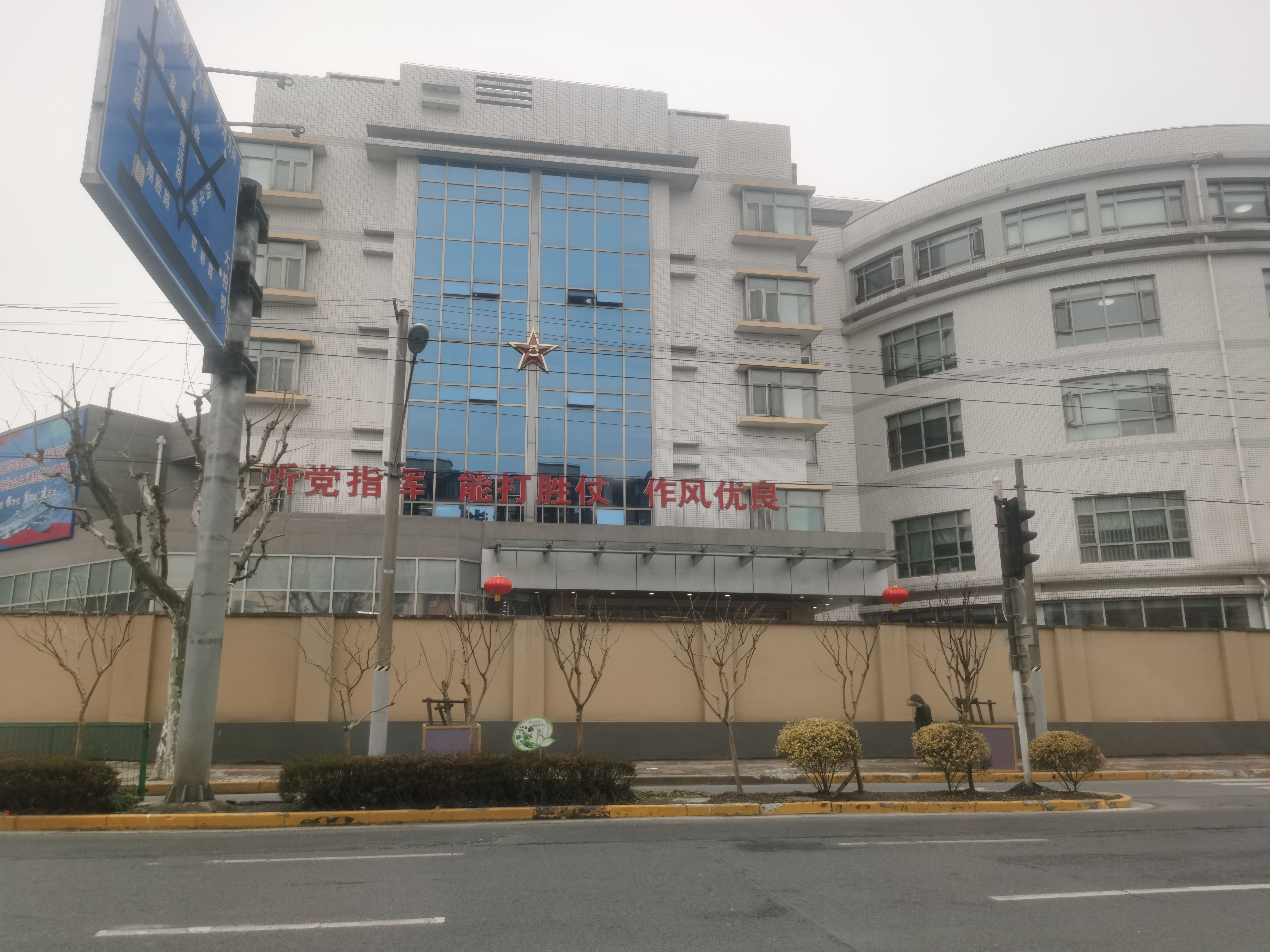
上海东方肝胆外科医院外的习近平强军思想标语

2013年3月11日，中共中央总书记、中共中央军委主席习近平在出席第十二届全国人民代表大会第一次会议解放军代表团全体会议时提出：“建设一支听党指挥、能打胜仗、作风优良的人民军队，是党在新形势下的强军目标”。

## 简介
2012年12月8日和10日，中共中央总书记、中央军委主席习近平在广州军区考察时表示，“我们要实现中华民族伟大复兴，必须坚持富国和强军相统一，努力建设巩固国防和强大军队。一是要牢记，坚决听党指挥是强军之魂，必须毫不动摇坚持党对军队的绝对领导，任何时候任何情况下都坚决听党的话、跟党走。二是要牢记，能打仗、打胜仗是强军之要，必须按照打仗的标准搞建设抓准备，确保我军始终能够召之即来、来之能战、战之必胜。三是要牢记，依法治军、从严治军是强军之基，必须保持严明的作风和铁的纪律，确保部队高度集中统一和安全稳定。”
2013年3月，习近平在第十二届全国人民代表大会第一次会议解放军代表团全体会议上发表讲话指出，“建设一支听党指挥、能打胜仗、作风优良的人民军队，是党在新形势下的强军目标。听党指挥是灵魂，决定军队建设的政治方向；能打胜仗是核心，反映军队的根本职能和军队建设的根本指向；作风优良是保证，关系军队的性质、宗旨、本色。”
2013年11月召开的中共十八届三中全会提出，党在新形势下的强军目标是：“建设一支听党指挥、能打胜仗、作风优良的人民军队”。为了达到这个目标，全会通过的《中共中央关于全面深化改革若干重大问题的决定》提出“要深化军队体制编制调整改革，优化军队规模结构；推进军队政策制度调整改，健全军费管理制度，健全军事法规制度体系；推动军民融合深度发展。”
“听党指挥，能打胜仗”口号被缅甸佤邦联合军借用。

## 路径
政治建军、改革强军、依法治军是在深化国防和军队改革中，为实现共产党在新形势下的强军目标、贯彻贯彻新形势下军事战略方针而提出。“政治建军是灵魂，改革强军是根本，依法治军是保证。”2016年1月5日，中共中央总书记兼中央军委主席习近平到中国人民解放军第13集团军视察时表示，“全军要认真贯彻党中央和中央军委决策部署，以党在新形势下的强军目标为引领，贯彻新形势下军事战略方针，深入推进政治建军、改革强军、依法治军，坚定信心，狠抓落实，开创强军兴军新局面。”
2016年3月13日，中共中央总书记、国家主席、中央军委主席习近平出席第十二届全国人民代表大会第四次会议解放军代表团全体会议并发表讲话，继续谈到了“政治建军、改革强军、依法治军”，并着重提出了全面实施创新驱动发展战略的问题。
2016年7月26日，中共中央总书记习近平在主持中共中央政治局第三十四次集体学习时就“深化国防和军队改革”发表讲话称，“深化国防和军队改革是一场整体性、革命性变革。”7月27日，习近平到中国人民解放军陆军视察工作时再次强调：“要坚持以党在新形势下的强军目标为引领，贯彻新形势下军事战略方针，坚持政治建军、改革强军、依法治军。”
- 政治建军：是中国共产党领导的军队的建军治军基本原则，在古田会议上确立。2014年10月31日，习近平出席在福建省上杭县古田镇召开的全军政治工作会议时指出，“要加强和改进新形势下我军政治工作”，认为坚持党对军队的绝对领导是强军之魂，铸牢军魂是全军政治工作的核心任务。2015年7月，习近平在视察中国人民解放军第16集团军时强调，要坚持思想领先，在“固本培元、凝魂聚气”上下功夫，在任何时候任何情况下都牢牢坚持党对军队绝对领导的根本原则和制度。[5][8]
- 改革强军：2015年11月24日，习近平在中央军委改革工作会议上指出，要全面实施改革强军战略，坚定不移走中国特色强军之路。2015年12月31日，习近平在中国人民解放军陆军领导机构、中国人民解放军火箭军、中国人民解放军战略支援部队成立大会上致训词，再次强调改革强军的重要性。[5][8]
- 依法治军：《中国人民解放军军语》给“依法治军”下的定义是，“依照法律法规管理军队，进行国防和军队建设。主要是把党对军队绝对领导的根本原则、党关于国防建设和武装力量建设的主张、治军的成功经验等，用法的形式确定下来，做到有法可依，有法必依，执法必严，违法必究，以推进军队建设科学化、制度化、规范化。”[8]2014年10月召开的中共十八届四中全会将依法治军、从严治军纳入依法治国总体布局。[5]2014年12月14日，习近平到南京军区视察时指出，要将依法治军、从严治军抓得更加扎实有效。2016年1月5日，习近平在视察中国人民解放军第13集团军时表示，“定了规矩就要执行。让铁规生威、铁纪发力。”[8]

## 相关作品
- 《强军战歌》：“将士们！听党指挥，能打胜仗，作风优良。不惧强敌，敢较量，为祖国决胜疆场。”

## 相关事件
2023年5月13日，单口喜剧（脱口秀）演员HOUSE（李昊石）在演出时开玩笑，说他领养的两只狗在追松鼠时他想到了八个字“作风优良，能打胜仗”。一名观众（网名：不愿透露姓名的曼联球迷天某）将此言论在新浪微博上曝光，随后引发舆论争议。其所属的笑果文化在15日公开致歉并将HOUSE无限期停演，HOUSE也公开致歉。当晚，北京市文化執法總隊回應称，该队通過網絡巡查獲知此事，並已對相關公司進行立案調查。5月17日，北京市公安局朝阳分局通过其官方微博账号表示：“针对某文化公司演员李某某（男，31岁）在演出过程中出现严重侮辱人民军队的情节，造成恶劣社会影响的情况，公安机关已依法立案调查。”

## 外部連結
- 全面深入學習貫徹習近平強軍思想 - 中國軍網 （页面存档备份，存于）